# Willy Neuling
Willy Neuling (* 13. März 1901 in Hamburg; † 24. April 1999 in Bonn) war ein deutscher Volkswirt und Professor an der Universität Hamburg.

## Leben

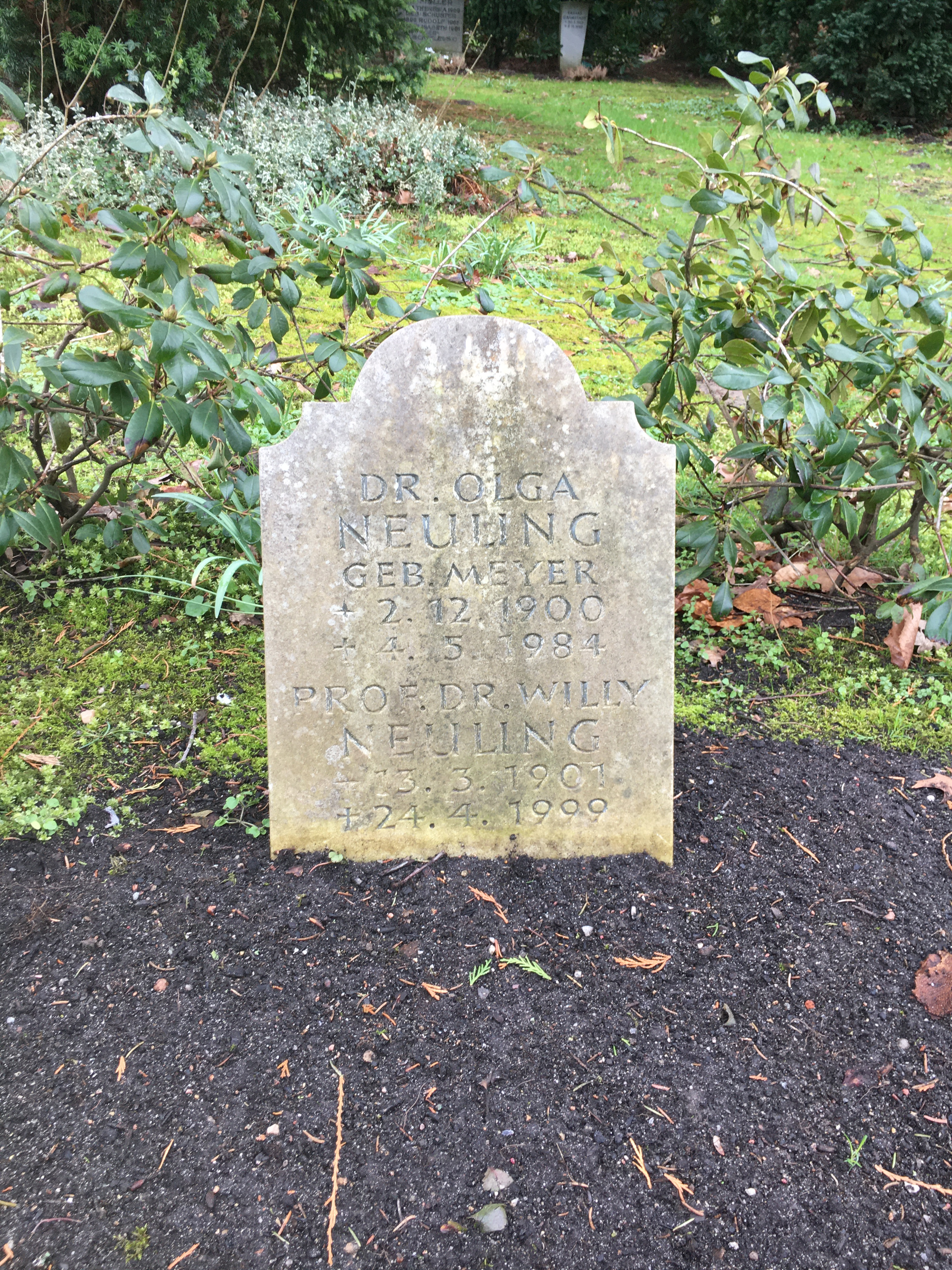
Grabstätte auf dem Friedhof Ohlsdorf

Neuling promovierte 1927 in Hamburg über den Welthandel im britischen Empire zum Dr. rer. pol. Er wurde Dozent und ao. Professor am Sozialökonomischen Seminar. 1944 bis 1945 war er in Vertretung ao. Professor für Volkswirtschaft und Sozialpolitik an der TU Dresden. Nach 1945 war er ao. Professor für Volkswirtschaft an der Universität Hamburg und Experte für Landwirtschaftspolitik. Im November 1933 unterzeichnete er das Bekenntnis der deutschen Professoren zu Adolf Hitler, auch nachdem der Lehrstuhlinhaber für Sozialökonomie Eduard Heimann aus politischen Gründen entlassen worden war.
Willy Neuling verstarb im Alter von 98 Jahren und wurde auf dem Hamburger Friedhof Ohlsdorf beigesetzt. Die Grabstätte liegt im Planquadrat R 9 südlich von Kapelle 1.

## Schriften
- Die Stellung der drei großen Dominien im britischen Reich nach dem Kriege unter besonderer Berücksichtigung der Wirtschaftspolitik ihrer Ministerpräsidenten, Berlin 1927 (= Diss.)
- Deutschlands Wirtschaftserfolg 1924-1929. Theorie und Praxis volkswirtschaftlicher Erfolgsrechnungen, Jena 1931
- Neue deutsche Agrarpolitik. Grundlagen, Entwicklung und Aufgaben der deutschen Landwirtschaft nach dem Zweiten Weltkrieg, Tübingen 1949
- Macht: die Geschichte des Abendlandes als Wandel und Wiederkehr gesellschaftlicher Strukturen, W. Neuling, Bonn 1997